# ادسون (بازیکن فوتبال، زاده ۱۹۹۸)
ادسون (انگلیسی: Edson؛ زادهٔ ۲۴ آوریل ۱۹۹۸) بازیکن فوتبال اهل برزیل است.